# مارجوري هيث وينتورث
مارجوري هيث وينتورث (بالإنجليزية: Marjory Heath Wentworth)‏ (3 يونيو 1958، لين في الولايات المتحدة)؛ كاتِبة وشاعرة أمريكية.